# شهرستان بورزینسکی
شهرستان بورزینسکی (به لاتین: Borzinsky District) یک شهرستان در روسیه است که در سرزمین زابایکالسکی واقع شده‌است.